# Albrecht Eyring

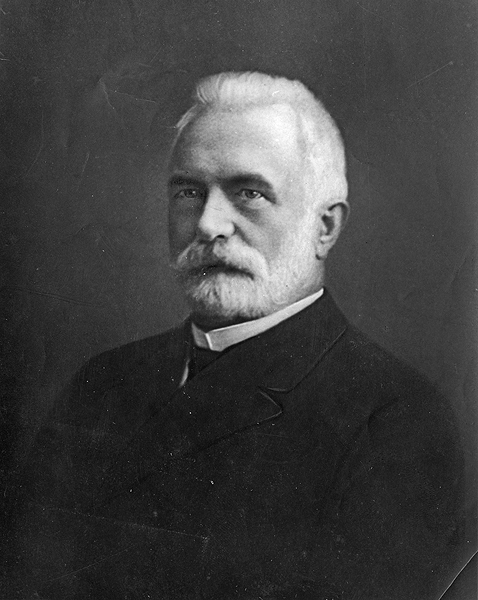
Albrecht Eyring

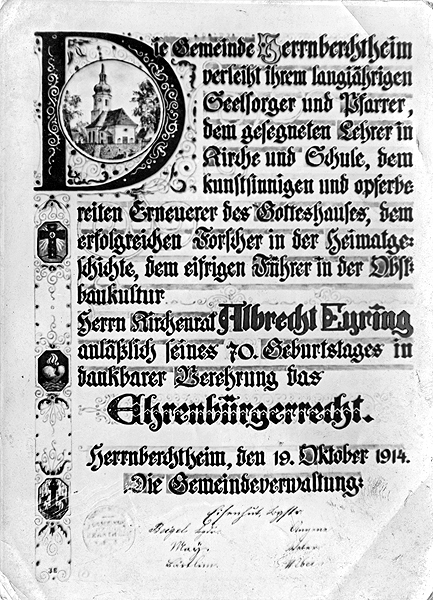
Ernennungsurkunde zum Ehrenbürger

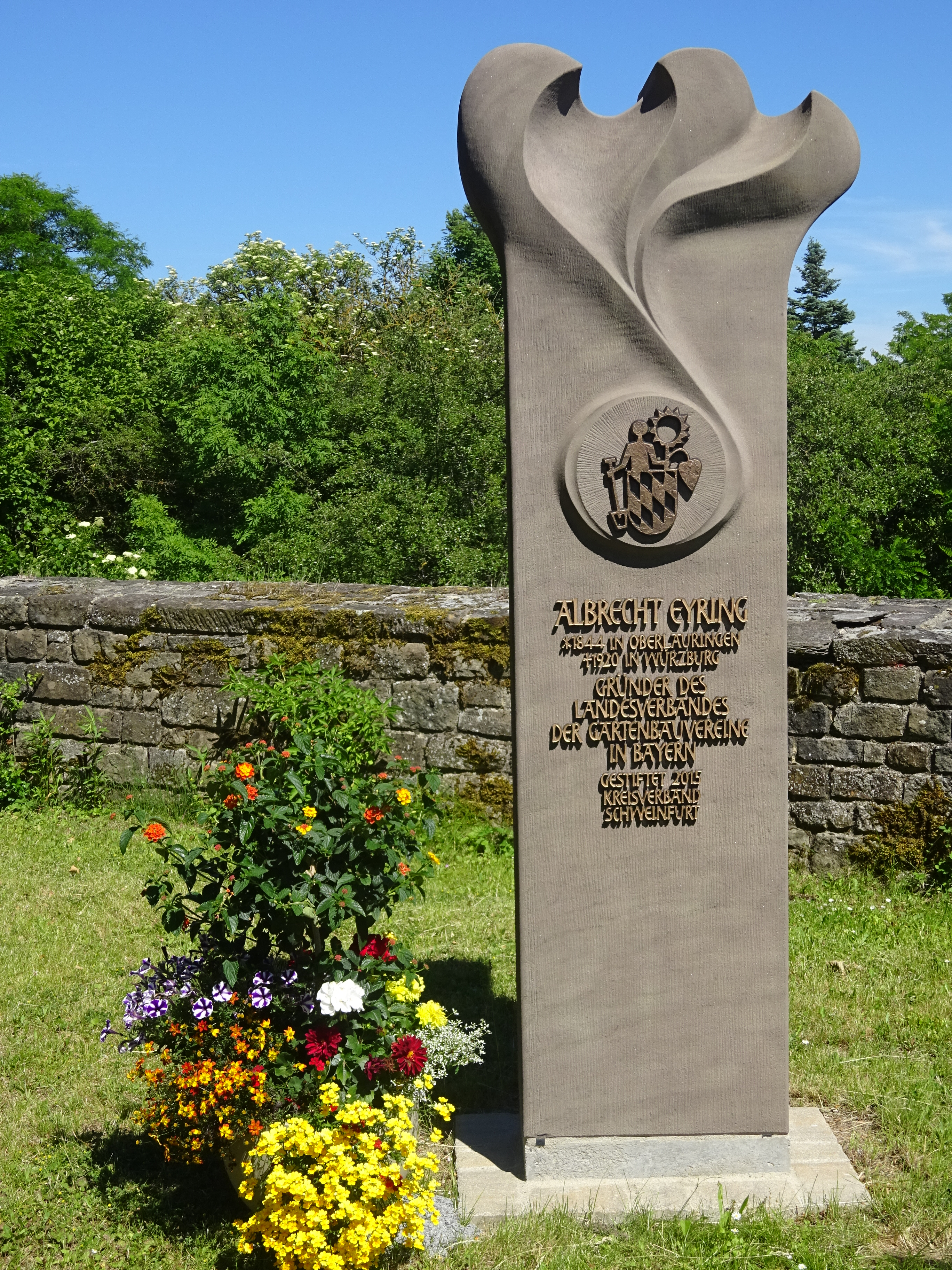
Gedenkstein für Albrecht Eyring in Oberlauringen

Albrecht Friedrich Eyring (* 19. Oktober 1844 in Oberlauringen; † 24. September 1920 in Würzburg) war ein deutscher evangelischer Pastor und Pomologe.

## Leben
Während seines Studiums in Erlangen wurde er 1867 Mitglied der Burschenschaft der Bubenreuther. Nach der theoretischen Ausbildung wurde Eyring zur praktischen Vorbereitung in Nürnberg eingesetzt. Bis zum Beginn des neuen Schuljahrs 1872 war Eyring als Stadtvikar auch protestantischer Religionslehrer am Realgymnasium Nürnberg. Während des Vikariats war er auch Hausgeistlicher im Gefängnis Lichtenau. Ab 1877 war er Pfarrer in Lipprichhausen. 
Während des strengen Winters 1879/80 waren Tausende von Obstbäumen durch Frost eingegangen. Eyring erreichte es in der folgenden Zeit durch Aufklärungsarbeit, dass auf bisher ungenutzten Flächen Obstbäume gepflanzt wurden. Seine Idee fand viele Anhänger und am 1. Oktober 1883 wurde der Obstbauverein Lipprichhausen gegründet. Dies war der erste Verein, der als Keimzelle des Bayerischen Landesverbandes gilt. Eyring schuf schon im ersten Jahr des Bestehens eine vereinseigene Baumschule, aus der die Mitglieder mit wertvollem Pflanzmaterial versorgt wurden. Damit wurden die fahrenden Händler, die vorher meist minderwertiges Material verkauft hatten, vom Markt verdrängt. In von ihm im Herbst und Frühjahr durchgeführten „Wanderversammlungen“ hielt er selbst oder Experten der Landwirtschaftsschulen und -kammern Fachvorträge über alle Fragen des Obstbaus, in denen auch praktische Übungen zur Veranschaulichung gezeigt wurden. Es ist Eyring zu verdanken, dass in Triesdorf Baumwarte ausgebildet wurden und werden und dass Obstmuttergärten angelegt sowie ein Edelreiserdepot geschaffen wurde.
Am 9. Januar 1893 wurde der mittelfränkische Kreisverband für Obst- und Gartenbau gegründet mit Eyring als Vorsitzendem gegründet und gleichzeitig zum selben Datum beschlossen, die Monatsblätter für Obstbau herauszugeben. Der Bezug war für Vereinsmitglieder verbindlich, so dass alle im Erfahrungsaustausch die neuesten Informationen hatten. Auf Initiative von Eyring wurde am 20. November 1894 in Nürnberg der Bayerische Landesverband für Obst- und Gartenbau gegründet. Auch hier wurde er Vorsitzender und es wurde beschlossen, die Monatsblätter für Obstbau zum landesweiten Mitteilungsblatt zu machen. Schon im ersten Jahr hatten sich 242 Vereine mit 11.410 Mitgliedern im Landesverband zusammengeschlossen. Neben der Beratung zur Ausweitung des Obstbaus, wozu auch Baumwarte auf Landes- und Kreisebene ausgebildet wurden, war es Eyring ein besonderes Anliegen, die Jugend für den Obstanbau zu begeistern. Dazu regte er im zuständigen Ministerium erfolgreich an, dass Geistliche, Lehrer und Verwaltungsbeamte Obstbaukurse besuchen sollten.
Eyring selbst war ab 1895 Pfarrer in Herrnberchtheim. Ab 1899 gab er den Landesvorsitz ab. Seinen obstbaulichen Nachlass übergab er kurz vor seinem Tod an seinen Schüler Georg Ries, der später an der Kreisackerbauschule in Triesdorf auch Obstbau lehrte. 1902 war er Gründungsvorsitzender des auf seine Veranlassung gegründeten Obst- und Gartenbauvereins Herrnberchtheim. 1913 war Eyring Gründungsmitglied des Vereins Heimatmuseumsverein Uffenheim und Umgebung und wurde dort zweiter Vorsitzender. Dieser eröffnete schon 1914 das Heimatmuseum im Schnellerturm. An seinem 70. Geburtstag am 9. Oktober 1914 wurde Eyring zum Ehrenbürger von Herrnberchtheim ernannt. Er verstarb 1920 in Würzburg und wurde seinem Wunsch entsprechend in Herrnberchtheim bestattet, wo sein Grab von der Gemeinde gepflegt wird.
Ein Teil seines Nachlasses mit Forschungen zur Geschichte des Dekanats und der Pfarreien im Bezirk Uffenheim befindet sich im Landeskirchliches Archiv der Evangelisch-Lutherischen Kirche in Bayern. Am Pfarrhaus in Herrnberchtheim ist eine Gedenktafel ihm zu Ehren angebracht. In Uffenheim wurde eine Straße nach ihm benannt.
In der Kirchenburg von Oberlauringen erinnert eine Gedenkstele des Künstlers Peter Vollert an Albrecht Eyring. Er wurde hier als Sohn des Pfarrers Ernst Elias Eyring und Enkel des Amtmanns Christian Burkard Eyring geboren.